# ماركو كابباريللا
ماركو كابباريللا (بالإيطالية: Marco Capparella)‏ (28 مارس 1975 بروما في إيطاليا - ) هو لاعب كرة قدم إيطالي في مركز الهجوم. لعب مع نادي أسكولي ونادي أفيلينو ونادي بيروجيا ونادي فاريسي ونادي كاتانيا ونادي نابولي وL'Aquila 1927 ‏ ونادي كاسيرتانا وFidelis Andria 2018 ‏ وAS Pescina Valle del Giovenco ‏ وASD GC Sora ‏ وSocietà Sportiva Sparta Novara ‏ ويوفي ستابيا.

## روابط خارجية
- ماركو كابباريللا على موقع إي إس بي إن إف سي (الإنجليزية)
- ماركو كابباريللا على موقع قاعدة بيانات كرة القدم.إي يو (الإنجليزية)
- ماركو كابباريللا على موقع عالم كرة القدم.نت (الإنجليزية)